# Jean-Paul Enthoven
Jean-Paul Enthoven (* 11. Januar 1949 in der Nähe von Oran, Französisch-Nordafrika) ist ein französischer Intellektueller, Autor und Publizist sowie Vertreter der „Nouvelle Philosophie“.

## Familie und Ausbildung
Jean-Paul Enthoven stammt aus einer großbürgerlichen Familie. In einem jüdischen, aber agnostischen Umfeld wuchs er in einer republikanischen Atmosphäre auf. Seine Familie ist mit der intellektuellen Elite Orans verbunden, insbesondere mit dem Philosophen André Bénichou, dem Direktor des „Cours Descartes“, den eine große Zahl französischer Akademiker im Verlauf des Algerienkrieges besuchte.
Jean-Paul Enthoven selbst erhielt seine Gymnasialbildung im Internat Lakanal in Sceaux bei Paris.  Nachdem er für einige Zeit das im 15. Arrondissement gelegene Lycée Buffon besucht hatte, war er auf dem Lycée Janson-de Sailly, wo er an den Philosophiekursen von Maurice Clavel teilnahm. Er beendete seine geisteswissenschaftlichen Studien mit einem Diplom und studierte Ende der 1960er Jahre Politik und Rechtswissenschaften in Paris.
Jean-Paul Enthoven ist Vater von drei Kindern. Einer seiner Söhne ist Raphaël Enthoven.

## Beruflicher Werdegang
Seit 1973 hat Jean-Paul Enthoven regelmäßig veröffentlicht, vor allem Essays mit philosophischen Kritiken sowie zeitkritischen Betrachtungen zur aktuellen Wissenschaft. Durch diese Arbeit lernte er Bernard-Henri Lévy kennen. Der Weggang von Oliver Todd im Mai 1977 ermöglicht ihm die Mitarbeit bei der links-liberalen Zeitung Le Nouvel Observateur. In dieser Zeit hat Jean-Paul Enthoven bedeutende Intellektuelle seiner Zeit interviewt sowie Betrachtungen zur politischen und philosophischen Lage veröffentlicht. Wenig später ermöglichte ihm Maurice Clavel den Start einer Fernseh-Karriere, indem dieser ihm den Sendeplatz Nouveaux Philosophes über den intellektuellen Mikrokosmos in Paris anbot. Bernard-Henri Lévy assistierte ihm dabei.
1983 wurde er Leiter der Sammlung „Biblio-Essais“, die Bernard-Henri Lévy im Verlag Grasset gegründet hatte. Zwischen 1984 und 1986 übernahm er kurzfristig die Leitung des „Nouvel Observateur“, um danach wieder zu seiner alten Tätigkeit zurückzukehren.
Im November 2007 nahm er an den Dreharbeiten des Filmes Ciné Man von Yann Moix teil.

## Auszeichnungen
- 2013: Prix Femina Essai (zusammen mit Raphaël Enthoven) für Dictionnaire amoureux de Marcel Proust

## Werke
- Jean-Paul Enthoven und andere (Hrsg.): "Cours de philosophie positive" von Auguste Comte. Hermann, Paris 1975, ISBN 2-7056-5730-4 (Band 1) und ISBN 2-7056-5731-2 (Band 2).
- Les enfants de Saturne. Grasset, Paris 1996, ISBN 2-246-26531-2.
- Aurore. Grasset, Paris 2001, ISBN 2-246-61161-X.
- La dernière femme. Grasset, Paris 2006, ISBN 2-246-65911-6.
- Ce que nous avons eu de meilleur. Grasset, Paris 2008. ISBN 978-2-246-70541-3
- Dictionnaire amoureux de Proust (zusammen mit Raphaël Enthoven). Plon 2013, ISBN 978-2259211109